# The Dead Undead
The Dead Undead es una película estadounidense de acción, ciencia ficción y terror de 2010, dirigida por Matthew R. Anderson y Edward Conna, escrita por este último, musicalizada por Steve Benton y Scott James, en la fotografía estuvo Jon Myers y el elenco está compuesto por Luke Goss, Matthew R. Anderson y Joshua Alba, entre otros. El filme fue realizado por Global Effects y se estrenó el 13 de mayo de 2010.

## Sinopsis
Los vampiros buenos pelean con los vampiros zombis, mientras, tratan de esconder su propia identidad e impedir que la infección se extienda.